# آیهی شینا
آیهی شینا (انگلیسی: Eihi Shiina؛ زادهٔ ۳ فوریهٔ ۱۹۷۶) هنرپیشه اهل ژاپن  است از فیلم‌هایی که وی در آن نقش داشته است، می‌توان به آزمون بازیگری اشاره کرد.